# Jerzy Jazłowiecki
Jerzy Jazłowiecki, né vers 1489 et mort en 1569, est castellan de Kamianets (1564), voïvode de Podolie (1567), de Ruthénie (1569), grand hetmans du royaume de Pologne et du grand-duché de Lituanie  entre 1569 et 1575.

## Biographie
Jerzy Jazłowiecki nait dans la famille noble polonaise Jazłowiecki. Il grandit à la cour de Piotr Tomicki (en), évêque de Cracovie.
Il entame une carrière militaire, sous la supervision de Jean Tarnowski et Mikołaj Kamieniecki. En 1528, alors âgé de 18 ans, il acquiert déjà une certaine renommée au cours de la bataille de Kamieniec contre les Tatars. Un an plus tard, il prend part à une expédition à Ochakiv, où il est fait prisonnier par les Turcs et libéré contre le paiement d'une rançon. En 1531, il participe à la bataille d'Obertyn contre les Moldaves. Il se concentre ensuite à l'accroissement de ses richesses. Dans les années 1550-1556, il fait reconstruire le château de Jazlowiec (en).
À la fin des années 1550, il se convertit au calvinisme et devient un ardent partisan de l'Église réformée polonaise. En 1564, il capture en Hongrie l'hospodar moldave Ștefan Tomșa qu'il envoie à Lviv, où il est décapité. Le 23 avril 1564, en tant qu'émissaire royal, il rencontre le sultan Soliman le Magnifique. Dans la même année, il est nommé castellan de Kamianets-Podilsky et entre au Sénat.
Après la mort de Sigismond II, lors de l'élection royale de 1573, il est un des favoris de la noblesse polonaise qui voudrait élire un descendant des Piast.
Il meurt en 1575.

## Mariage et descendance
Jerzy Jazłowiecki épouse Elżbietą Tarło (fille de Jan Tarły) qui lui donne sept enfants:
- Mikołaj (pl),
- Michał,
- Andrzej,
- Hieronim (pl),
- Anna,
- Jadwiga,
- Katarzyna.